# Przybyszewo (województwo wielkopolskie)
Przybyszewo – wieś w Polsce, położona w województwie wielkopolskim, w powiecie leszczyńskim, w gminie Święciechowa.

## Historia
Miejscowość pierwotnie związana była z Wielkopolską. Ma metrykę średniowieczną i istnieje co najmniej od XV wieku. Po raz pierwszy wymieniana w dokumencie z 1447 jako Przybischewo, 1468 Przybyschewo, 1528 Przybyszewo.
Wieś była własnością prywatną należącą do lokalnej szlachty wielkopolskiej podlegając sprzedaży, dziedziczeniu i zamianie miała w swojej historii wielu właścicieli: Rabnowów, Przybyszewskich herbu Kromno, Dłuskich oraz Kotwiczów. W 1503 wieś leżała w powiecie wschowskim Korony Królestwa Polskiego. Początkowo należała do parafii Ogrody, a od XVI wieku do parafii Święciechowa. W 1528 miejscowość odnotowano przy opisie granicy Królestwa Polskiego z Dolnym Śląskiem. Dokument przedstawiony komisji granicznej głosił, że punktem granicznym w okolicy był kopiec narożny przy drodze zwanej Scheibeweg, który dzielił wsie Przybyszewo i Długie leżące w Królestwie od wsi Seiffersdorf (obecnie Radosław) w księstwie głogowskim.
Wieś odnotowały archiwalne księgi podatkowe. W 1531 miał miejsce pobór podatków od 2 łanów po jednym wiardunku, od karczmy 6 groszy. W 1563 pobór od 3,5 łana, 12 komorników, karczmy dziedzicznej. W 1566 wieś należała do Stefana Wilkowskiego i Jana Przybyszewskiego. Odbył się wtedy pobór od 3,5 łana, 17 zagrodników, 6 komorników, karczmy dorocznej. W 1579 miał miejsce pobór z części Stanisława Wilkowskiego od 9 zagrodników z rolami po 6 groszy, od 5 zagrodników po 8 grosy, rzemieślnika, 3 komorników z inwentarzem, 5 komorników bez inwentarza, od owczarza wypasającego 20 owiec, od wiatraka, od najemnego robotnika zwanego ratajem 15 groszy. Dziedzic uprawiał wówczas 3 łany. Z części wsi należącej do Jana Przybyszewskiego pobrano podatki od 3,5 łana. 7 zagrodników bez ról, komornika z inwentarzem, 4 komorników bez inwentarza.
W początku XVI wieku dziedzicami we wsi byli Jerzy i Zygmunt Przybyszewski herbu Kromno oraz Kotwicze. W 1509 Jerzy zapisał żonie Marcie po 50 grzywien posagu i wiana na połowie Przybyszewa i Trzebini (obecnie Trzebiny). W 1518 Zygmunt zapisał swojej żonie Helenie po 150 grzywien posagu oraz wiana na połowie wsi, części należnej mu z działów wraz z bratem Jerzym. W drugiej połowie XVI wieku majątek we wsi odziedziczył Jan syn Zygmunta, który w 1557 zapisał swojej drugiej żonie Dorocie Rąbińskiej po 500 grzywien posagu i wiana na Trzebini i Piotrowicach, zastrzegając sobie wsie Przybyszewo i Ogrody. W latach 1563–95 właścicielem wsi był syn Jana Przybyszewskiego pisarz ziemski wschowski Jan Przybyszewski. Swoje majętności we wsi mieli także Kotwicze. W początku XVI wieku dziedzicem we wsi był Stanisław Kotwicz Dłuski. W 1509 Nanker Dłuski zapisał swojej żonie Annie Mórkowskiej posag i wiano na połowie swojej części Przybyszewa, a w 1513 w działach dał bratankowi Stanisławowi synowi Dawida wsie Długie oraz Przybyszewo. W 1534 Stanisław Dłuski sprzedał swojemu bratu stryjecznemu Wojciechowi Dłuskiemu swe części Długiego Starego, Długiego Nowego oraz Przybyszewa za 1845 grzywien.
W okresie międzywojennym w miejscowości stacjonowała placówka 17 batalionu celnego, a później placówka Straży Granicznej I linii „Przybyszewo”.
W latach 1975–1998 miejscowość położona była w województwie leszczyńskim.

## Zabytki
- pałac eklektyczny z XIX w.

Zobacz też: Przybyszewo